# Cueva de la Tinaja
La Cueva de la Tinaja se encuentra en la localidad de Tolox (Málaga) España. En el llamado  Arroyo de los Horcajos, en pleno corazón del parque natural de la Sierra de las Nieves. Esta famosa cueva se desarrolla en las dolomías triásicas que forman el tramo basal de la Unidad de las Nieves. 
En ella, no existen formaciones superficiales de absorción, ni circulación hídrica localizada en su interior; la presencia de numerosos rellenos detríticos y químicos, evidencian una génesis antigua, debido a esto la posición geomorfológica actual de la cueva no presenta relación aparente con aparatos kársticos activos.
La cavidad está formada por dos galerías longitudinales: la Galería Descendente, formada en el bloque norte de la falla, y la Galería Principal, formada a lo largo de ésta. Ambas contactan entre sí en la Sala del Espejo, sala en la cual se observa el espejo de falla originado a ambos lados del plano de fractura, en los bloques de roca. 
Como consecuencia de la erosión se han abierto dos entradas que contactan con el plano topográfico de los conductos interiores. El agua que se infiltra en la cavidad, se embalsa en pequeños charcos, el mayor de los cuales se encuentra en la Sala de la Columna, el agua circula hacia la zona más baja situada en la Sala del Espejo, o bien se pierde por varios pequeños sumideros que se alinean paralelos a la pared sur de la Galería Principal. 
En esta cueva fueron hallados diferentes restos arqueológicos en 1970, los cuales se entregaron a los fondos del Museo de Málaga, con ellos pudieron reconstruirse tres vasos datados entre el neolítico y los inicios de la Edad del Bronce.
- Datos: Q16554295